# Групов говор
Груповият говор е вид жаргон. Той се създава неусетно и незабелязано у хора, които по една или друга причина са принудени да прекарват заедно. Задружният живот и общите интереси, желания и стремежи създават общност в мисленето, а от там и в речта. Груповият говор (за разлика от жаргона) нямат определена цел за съществуването си. Особено лесно се създават те при групи от млади хора - ученици, войници, спортисти от един отбор. Груповият говор се отличава с голяма изразителност, той притежава много възможности за изразяване на емоции и отношение към околните.